# Museo archeologico nazionale di Altamura
Il Museo archeologico nazionale di Altamura si trova a ridosso del centro storico della città di Altamura, in località La Croce, zona archeologica di grandissima importanza, molto ricca di testimonianze dal Bronzo antico fino all'avanzata età ellenistica. È un erede dell'ottocentesco Museo Municipale.
Il Ministero della Cultura lo gestisce tramite Castello Svevo di Bari - Direzione regionale Musei nazionali Puglia. 

## Collezioni
Dal 1997 viene aperto al pubblico un itinerario dal titolo “Il popolamento antico dell'alta murgia” nel quale si sviluppa tutta la storia dell'uomo e delle sue testimonianze dal paleolitico inferiore all'alto medioevo.
L'itinerario del museo si divide in quattro sezioni: preistorica, arcaica, classico-ellenistica, medievale.